# Małyj Karabczijiw
Małyj Karabczijiw (ukr.  Малий Карабчіїв, pol. Karabczyjówka) – wieś na Ukrainie, w obwodzie chmielnickim, w rejonie dunajowieckim.
Pod koniec XIX w. wieś w gminie Kujawy w powiecie kamienieckim; okręg policyjny Kupin, parafia kat. Tynna. Dawniej własność Telefusów.